# Сад Стародавнього Єгипту

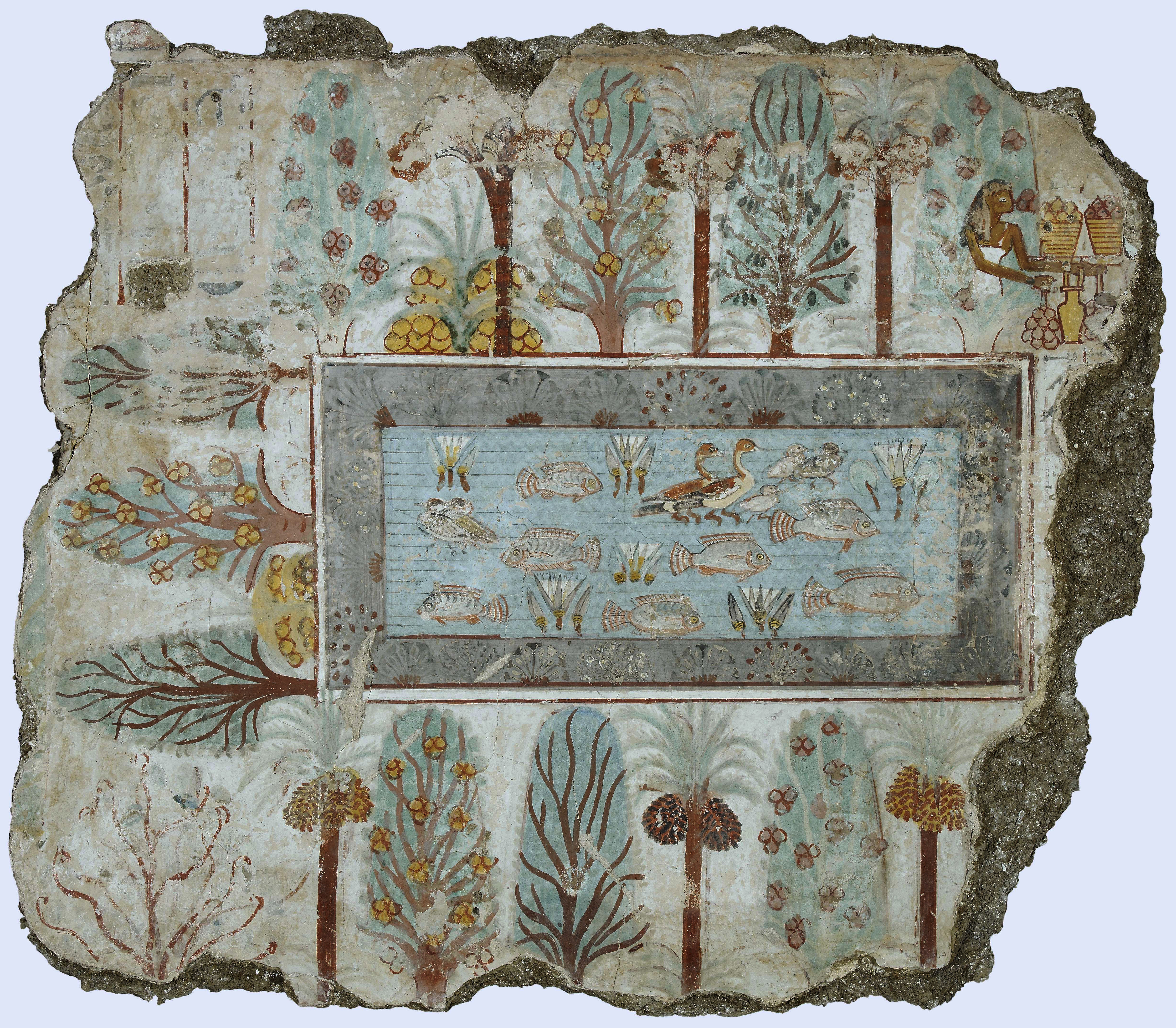
Сад з поховання Небамун, 18 династія. Уламок стінопису, Британський музей, Лондон.

Сад Стародавнього Єгипту — господарська, культурна і меморіальна галузь садівництва у Стародавньому Єгипті.

## Історія вивчення

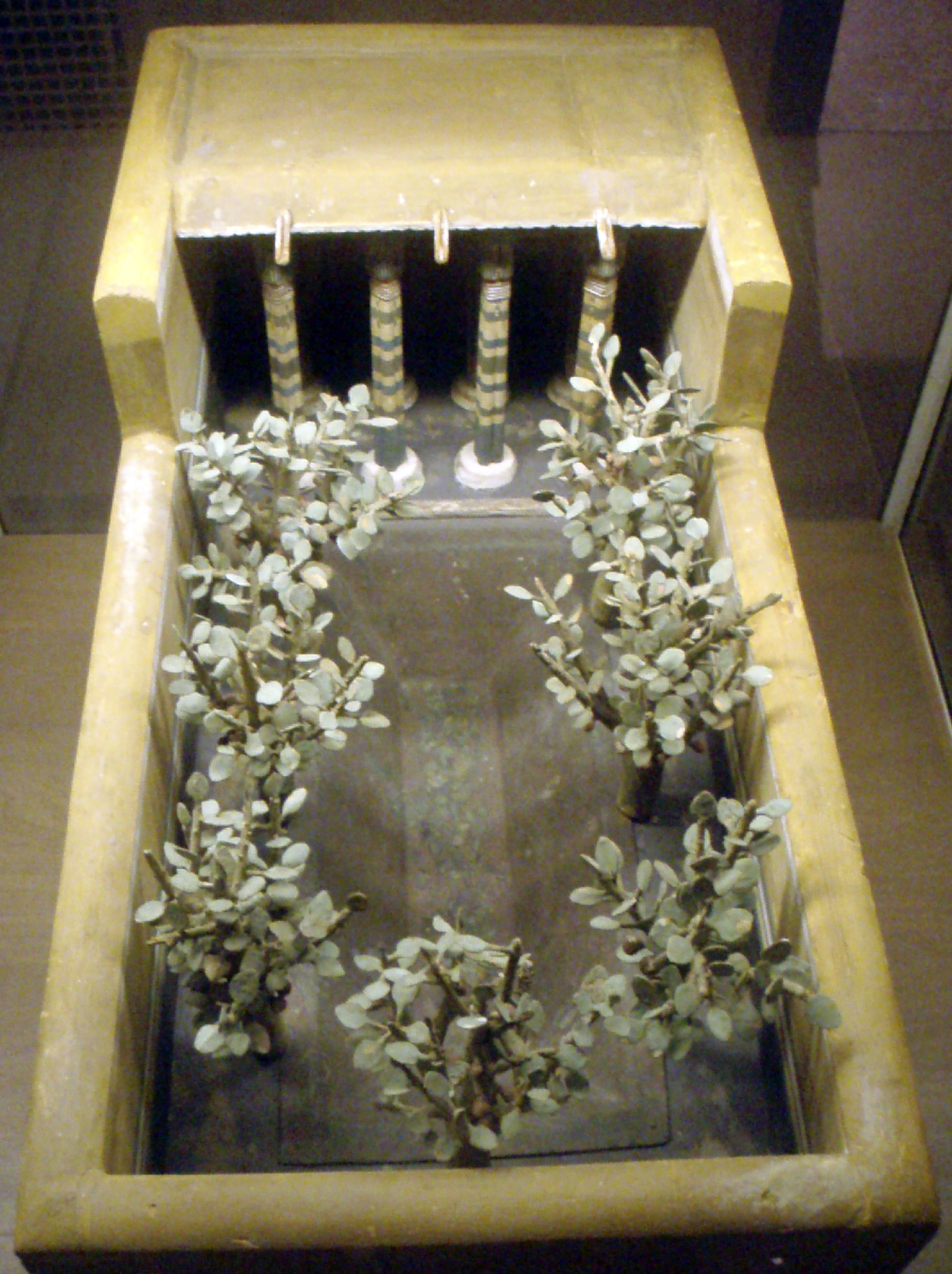
Модель первісного сада, знайдена в поховальному комплексі, доба 11-ї династії. Музей мистецтва Метрополітен.

Нова хвиля моди на старожитності Єгипту доби фараонів прийшла у країни Західної Європи у 18 ст. Показовою була діяльність італійця-авантюриста Джованні Баттіста Бельцоні (1778—1823). Аби вижити і заробити на життя він був вимушений братися за будь-яку роботу, був і перукарем, і інженером, і втікачем, і хижаком-археологом та грабіжником могил стародавніх єгиптян. Молодість Джованні припала на військові авантюри Наполеона Бонапарта і захоплення князівств Італії французькими вояками. Високого на зріст молодика (два метри) силоміць би забрали в армію французів-загарбників 1797 року, тому він втік із Рима. Молодість, бажання заробити на життя і нестабільність воєнних років сприяли розвитку авантюрних рис його характеру. Він роками мандрував країнами Європи, а згодом і арабського Сходу, беручись за різні роботи. Мешкав у Нідерландах, перебрався у Лондон, де пристав до мандрівного цирку. Разом з цирком розпочалися гастролі в Іспанії, Португалії, Сирії, острові Мальта. На Мальті 1815 року він зустрівся з Ісмаелем Ґібралтаром, посланцем Мехмеда Алі Паші (1769—1848) з арабського Єгипту. Останнього зацікавило знання Джованні Бельцоні гідравлічних механізмів, і в результаті той, разом з дружиною, відбув у Каїр. У Каїрі відкрив, що можна заробляти на пограбуванні стародавніх поховань і продажу знайденого в них. Британським консулом на той час у Каїрі був Генрі Солтом (1780—1827), дипломат, трохи художник. У той час в Єгипті точилося запекле суперництво між Францією та Великою Британію за першість у грабунку та вивезенні до Європи археологічних скарбів Стародавнього Єгипту. За рахунок авантюрного й ініціативного Джованні Бельцоні, генеральний консул Британії зміцнив свої позиції. Одним з перших західноєвропейців Джованні Бельцоні поверхнево дослідив храми на острові Філе, храм в Абу-Сімбелі, відкритий до нього швейцарським науковцем Буркхардом. Бурхлива активність Бельцоні йшла не стільки від жаги наукових досліджень, бо він не був науковцем, скільки від авантюрного бажання новини і відкриття мистецьких скарбів, які прагнув забрати і переправити у Британію, на свою нову батьківщину. Звідси намагання пробитися в храм Абу-Сімбел, загарбання давньоєгипетського обеліска на острові Філе, розкопки в містечку Карнак, в Долині царів. Відкриття і розкопки авантюриста-аматора мимоволі, в останню чергу сприяли науковим відкриттям і становленню науки єгиптології. Це і дешифровка напису на вище згаданому обеліску, і започаткування систематики на матеріалі розритих поховань. Аби закріпити за собою пріоритет у відкритті нових могил, він почав ставити власні написи на поховальних коморах (збережених донині).
До кінця 18 століття знання про Стародавній Єгипет були безсистемними і ґрунтувалися на некритичних, давньогрецьких джерелах (Гораполлон, Геродот та ін.) та на фактах хижацьких розкопок. Але накопичені артефакти у європейських музеях, рельєфи і камені з написами і малюнками у Парижі і Лондоні сприяли появі і розвитку науки єгиптології. Серед отриманих малюнків (на каменях і на деяких папірусах) були знайдені і зображення та примітивні плани садів. Згодом ці зображення доповнили зображення садів на стінописах у поховальних коморах. Музей мистецтва Метрополітен зберігає модель ще примітивного саду, теж знайденого у поховальній камері доби 11-ї династії.
Західноєвропейське декоративне садівництво до кінця 19 ст. пройшло власний довгий шлях розвитку. По аналогії з ним розпочалось і вивчення садівництва Стародавнього Єгипту на інформації з папірусів, з зображень на камені і на рельєфах.

## Феномен саду в прадавніх цивілізаціях
Після десятиліть досліджень і аналізу колишнього досвіду садівництва стало зрозуміло, що сад (як пізніше і парк) — комплекс природного та культурного, привнесеного людиною. Для осілих народів на певному етапі розвитку стало замало природних чагарників, лісів чи гаїв. Рослини почали вирощувати поряд із власними домівками. Особливо це стосувалось ягідних кущів і фруктових дерев, лікарських рослин.
Рослини з природного середовища почали переміщати у соціокультурне середовище людей. Ягідні кущі і фруктові дерева робили жітлове поселення більш комфортним, затишним, рятувало дорослих і дітей від спекотного сонця, дарувало врожай. Сад став цивілізаційним і урбаністичним фактором. Обожнення явищ природи (грому, дощу, блискавок, гір і скель, окремих каменів, джерел і річок) логічно перейшло і на обожнення окремих гаїв і окремих рослин. Неплодюча вишня сакура згодом стала символом Японії, а нефруктові дуби — символом Великої Британії, коли вже призабули про обожнення дерев. В посушливих районах з великими пустельними ділянками до обрія — прибуття у оазу з водою та деревами було порятунком. Штучними оазами стають і сади біля поселень.
Нестандартність штучних водойм і куп рослин впадала у вічі в посушливому кліматі, штучні сади швидно обожнювались, до них ставились як до сакральних і культурних феноменів, місць поклоніння, роздумів про богів, медитації. Доказами цього були легенди, пов'язані із окремими рослинами, деревами і садами, їх стародавні зображення на каменях, у рельєфах, в малюнках держав Межиріччя, Ассирії, Стародавнього Єгипту тощо. У Корані правовірним мусульманам у раю обіцяли сади.
Сакральне поєднання каменів, рослин і води було канонізоване у садівництві Стародавнього Китаю і зберіглося донині. Те ж саме стосується і садів Японії.

## Господарські сади
У Стародавньому Єгипті було декілька типів садів. Зазвичай їх створювали неподалік річки Ніл на пласких або вирівняних ділянках. У розпланування саду внесли геометричні форми. Посередині створювали видовжений басейн прямокутної форми з водою. Береги басейна оточували деревами та пальмами. Сад відокремлювали від оточення мурами. Залежно від статків родини сади мали малі або великі розміри. Багатії мали декілька садів, а басейн оточувало два-три ряди фруктових дерев і пальм. Сад прикрашав і окремий павільйон. Сад був і місцем відпочинку, і мав господарські функції для отримання фруктів, фініків, лікарських рослин.
Лише іноді сади у Єгипті розташовували на невисоких терасах.

## Малі меморіальні сади
Найпростішими за розплануванням були невеличкі сади біля могил. Їх появі сприяли затверджені уявлення, що душа померлого після поховання і певної церемонії виходить з могили і відпочивати у тіньку дерев, насолоджуватись спостереженнями за водою басейна та квітами. Про це сповіщали і знайдені намогильні написи, серед яких і така: «Нехай буду вічно мандрувати вздовж берегів мого басейна та радіти у тіньку моєї смоковниці, нехай душа моя сидітиме на гілках приготованого для мене намогильного садка».
Сади, котрими насолоджувались мешканці за життя, логічно перейшли у зображення на мурах поховальних камер. Ці зображення схематичні і подані ніби зверху. Дерева наче покладені на бік, але частково відтворені риси, притаманні кожному дереву і кущам, що дозволяло їх розпізнати. Зображення різних садів (від спрощених за розплануванням до складних, з виноградниками і декількома басейнами з водою) знайдені у поховальних коморах багатих і не дуже давньоєгипетських небіжчиків.

## Сади фараонів і придворних
Великі і найбагатші сади мав фараон та його родина. Збережені відомості про сади, штучно створені у комплексі, створеному храмовим служкою та архітектором Сенмутом для цариці-фараона Хатшепсут (1505—1484 рр. до н. е.). ЇЇ палац у Дейр ель-Бахрі Сенмут прикрасив алеями миртових дерев, що були вивезені з держави Пунт до Єгипту після цільової торговой экспедиції. Мало незвичних для Єгипту дерев, так сад прикрасили ще й звіринцем із екзотиними тваринами. На кам'яному рельєфі у Дейр ель-Бахрі були знайдені зораження павіанів, пантер і жирафів з того звіринцю.
Фараон Тутмос III (1525—1491 гг. до н.э.) зробив декілька військових походів у країни Східного Середземномор'я (Передня Азія) та у глиб Африканського континента (у Нубію, Верхній Єгипет). З кожного з військових походів привіз здобич у вигляді нетипових для Єгипту рослин і квітів, а також тварин, що розмістив у власних садах.
Розкопки у поруйнованій столиці Ахетатоні фараона-єретика Ехнатона (1372—1354 гг. до н.э.) принесли свідоцтва про тамтешні сади. Виявилось, що їх було багато. Сади прикрашали і державні установи (низку канцелярій, гарем фараона, казарми, державні установи, павільйони для гостей), і палац фараона та його родини. Сади розташували у внутрініх двориках помешкань вельмож. Місцевим дивом були верхові сади на дахах і терасах вздовж «Царського тракта». Мав фараон і власний звіринець.
На південь від столичного Ахетатон була створена заміська резиденція фараона Меру-Атон. Вона мала вже парк і штучний ставок, поєднаний каналом із річкою Ніл. Став і канал були такої глибини, що там катались на човнах і запливали у Ніл. Став прикрасили штучними острівцями та парковими павільйонами.
Садівництво Стародавнього Єгипта досягло певного розвитку у роки правління фараонів Рамзеса II (1298—1235 рр. до н. е.) та Рамзеса III (1198—1188 рр. до н. е.) З документальних записів тої доби відомо, що фараон Рамзес II передав у корисування різним храмам більше п'яти сотень садів. Дослідники вважають, що сади фараонів перетнули межу норми і згодом набули рис нечуваної величі і грандіозності, як і їх «офіційна» архітектура.

## Храмові сади
Первісні сади біля храмів мало відрізнялись від господарських. Але дещо інші функції храмів накладали на сади і інше навантаження — вирощування рослин і квітів, що брали участь у магічних церемоніях. Магія, певні ритуали, забобони відігравали надзвичайну роль у житті, віруваннях і побуті стародавніх єгиптян. Магічні обряди супроводжували навіть збори і намагання заколотників, що планували атакувати варту чи напасти на поховання з метою грабежу поховань багатіїв чи фараонів.
Храмові сади, таким чином, мали і дерева, і кущі, і квіти, необхідні для численних ритуалів. Храмові сади також використовувались як домівки для уособлень давньоєгипетських богів, низка котрих мали тваринні подоби (ібіс, павіан, левоголова Сохмет). Частка рослин або дерев була тісно пов'язана із певним божеством (так, платан розглядався священним деревом богині Хатхор).
Фараони не зупинялись перед створенням великих за розмірами садів. Аби заручитися підтримкою священиків і богів, фараони дарували храмам власні сади і у садівництво прийшли надмірна велич і гігантоманія. Виникли садові алеї, що тяглися на декілька сотень метрів і поєднували декілька храмів у єдиний комплекс. Чим далі від річки Ніл був такий сад, тим складнішим ставав догляд та водопостачання. Знайдені колодязі у десять метрів глибиною, що використовувались для поливу дерев і кущів. Знайдені і зображення пристосувань для видобутку води з колодязів — так звані шадуфи, що нагадують звичайний колодязний журавель: важіль з противагою на одному кінці й прив'язаним черпаком на другому.
Садівництво у Стародавньому Єгипті не було легкою галуззю. Для садів готували штучні ділянки, будували павільйон і створювали басейн, мури і береги котрого викладали з кам'яних брил. Треба було принести чи привезти водні рослини і молоді дерева, викопані з землею. Коли дерева розсадили, починався догляд і поливи, заміна загиблих. У басейни запускали риб. Аби зберегти врожай, сад відокремлювали від оточення високими мурами. Сам врожай (окрім грабіжників) треба було захистити від диких тварин і, особливо, диких птахів. Відомо, що у садах розміщали хитрі пристосування для відлякування птахів або пастки. В садах вистачало довгої праці і її небагатим власникам, і слугам, і рабам.

## Галерея рослин, що використовувались в садах Стародавнього Єгипту

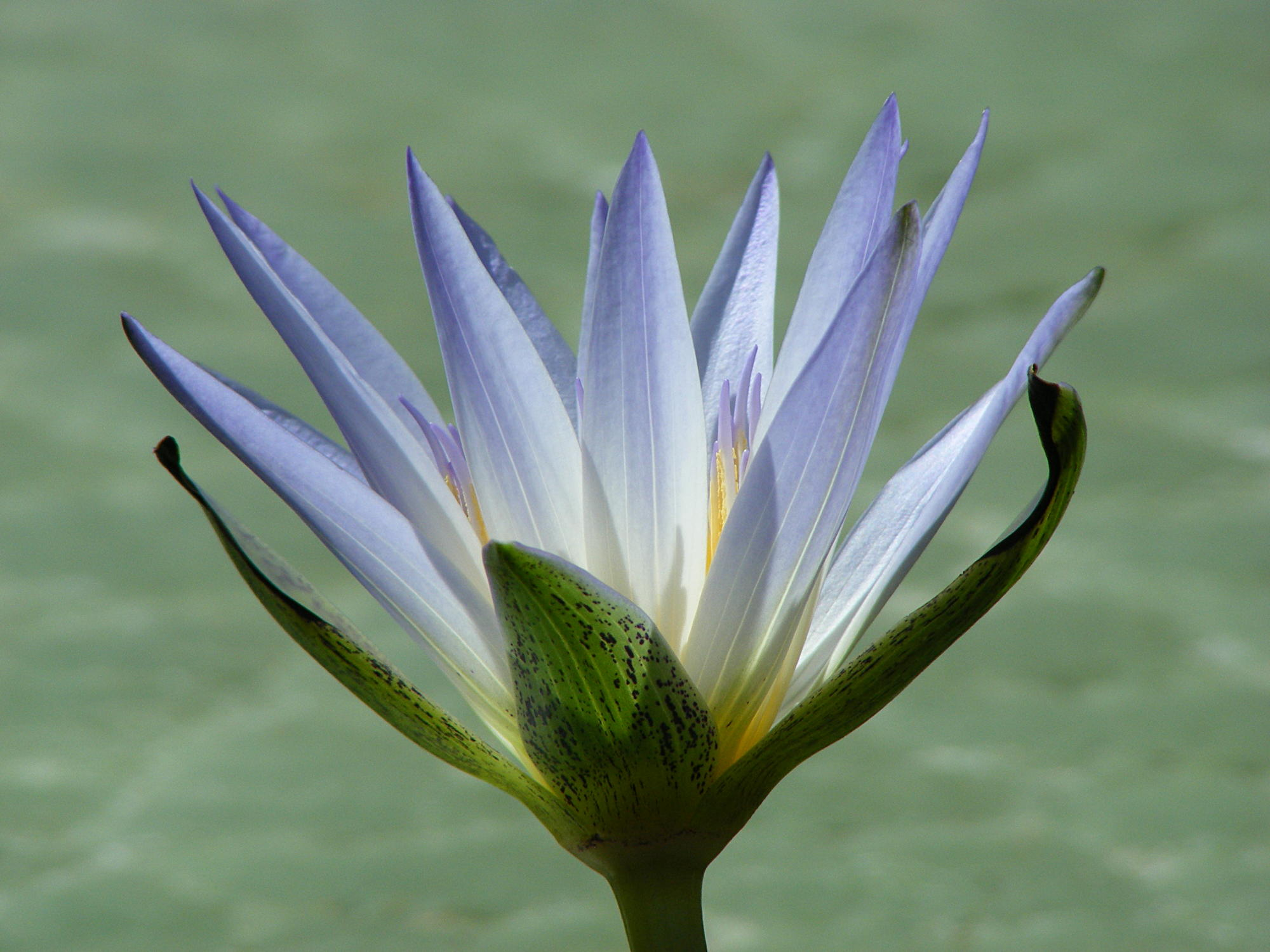
Єгипетський блакитний лотос (Nymphaea caerulea), квітка.

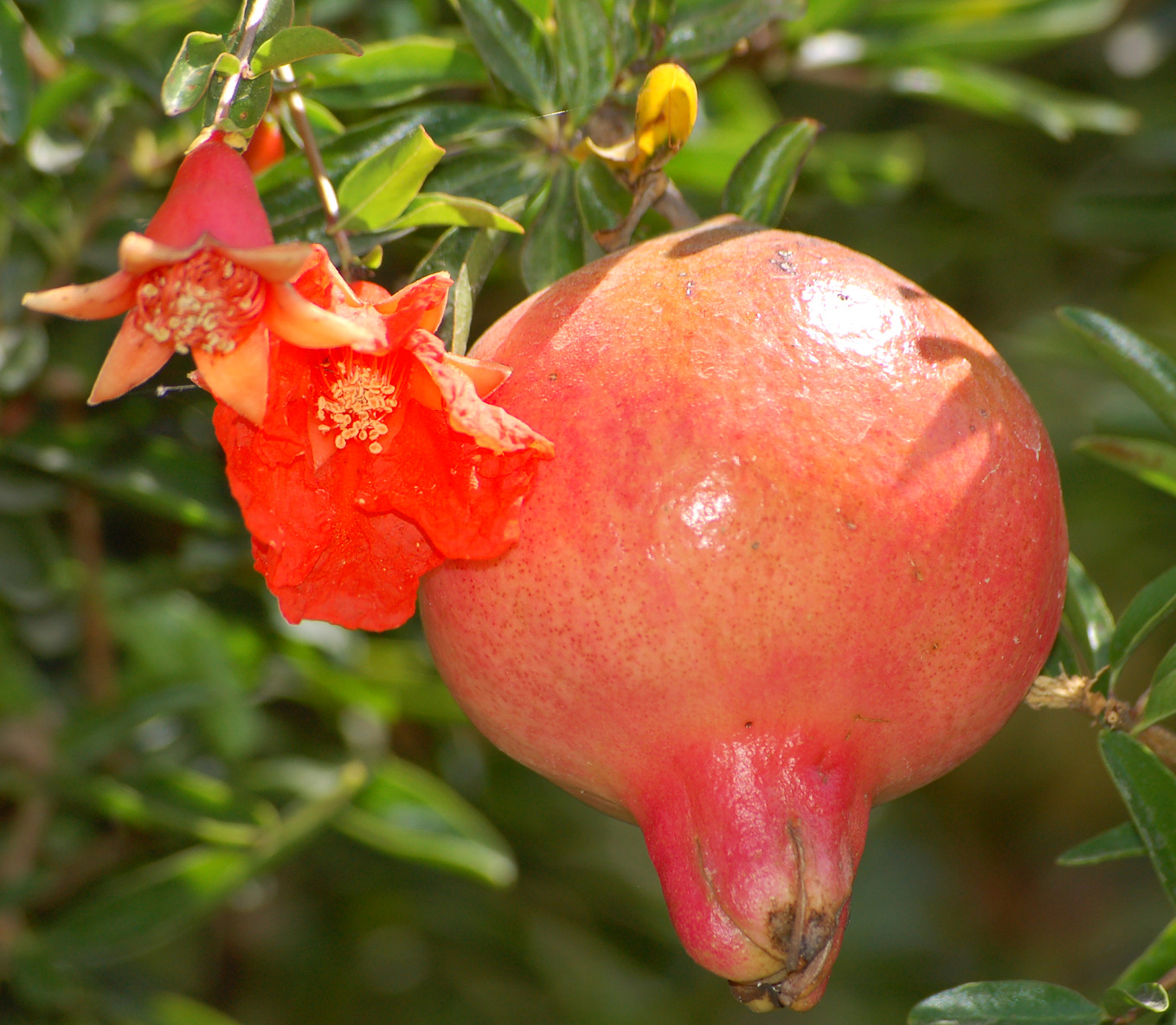
Гранатове дерево, квіти і плід

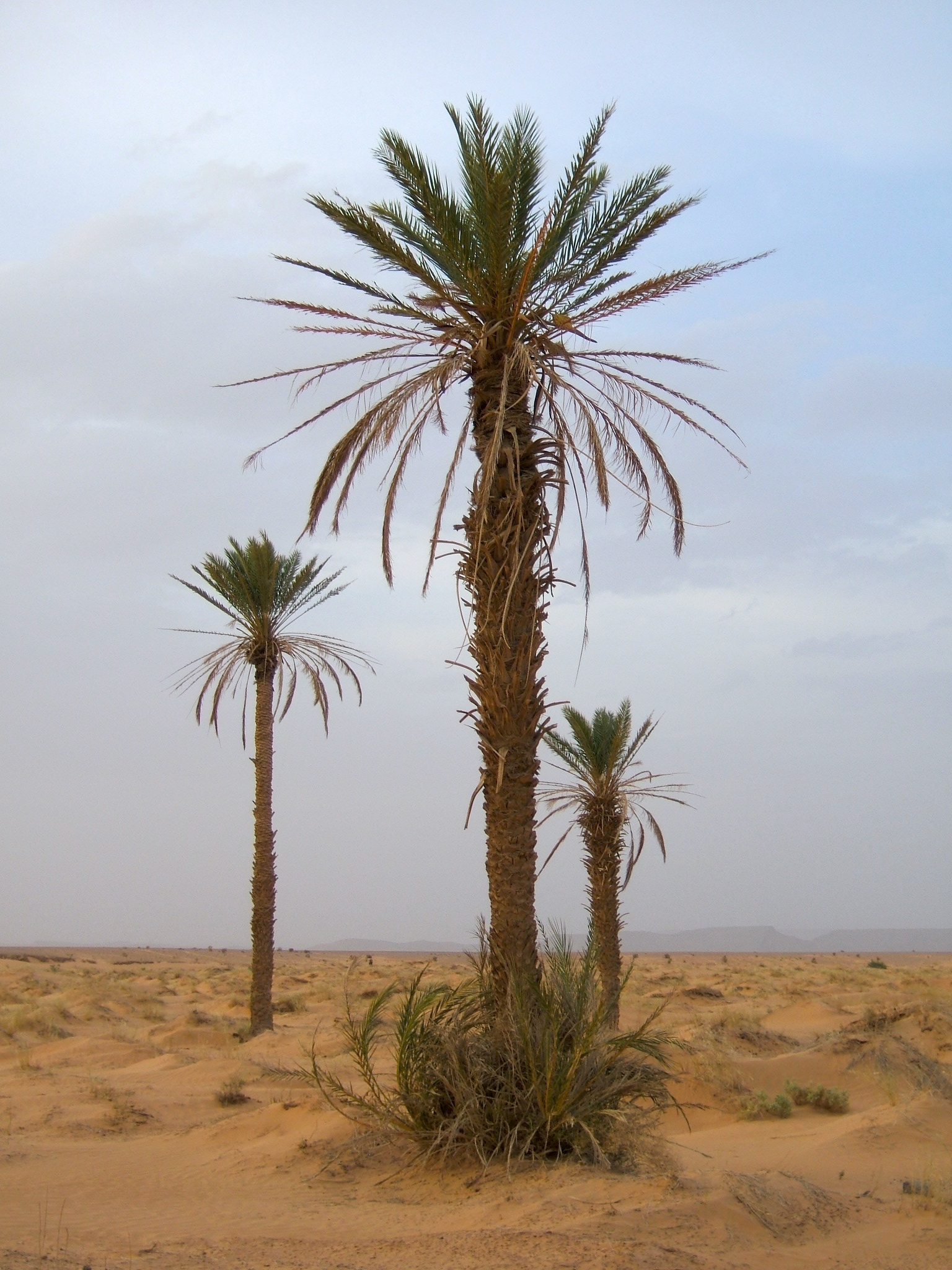
Фінік їстівний (Phoenix dactylifera)
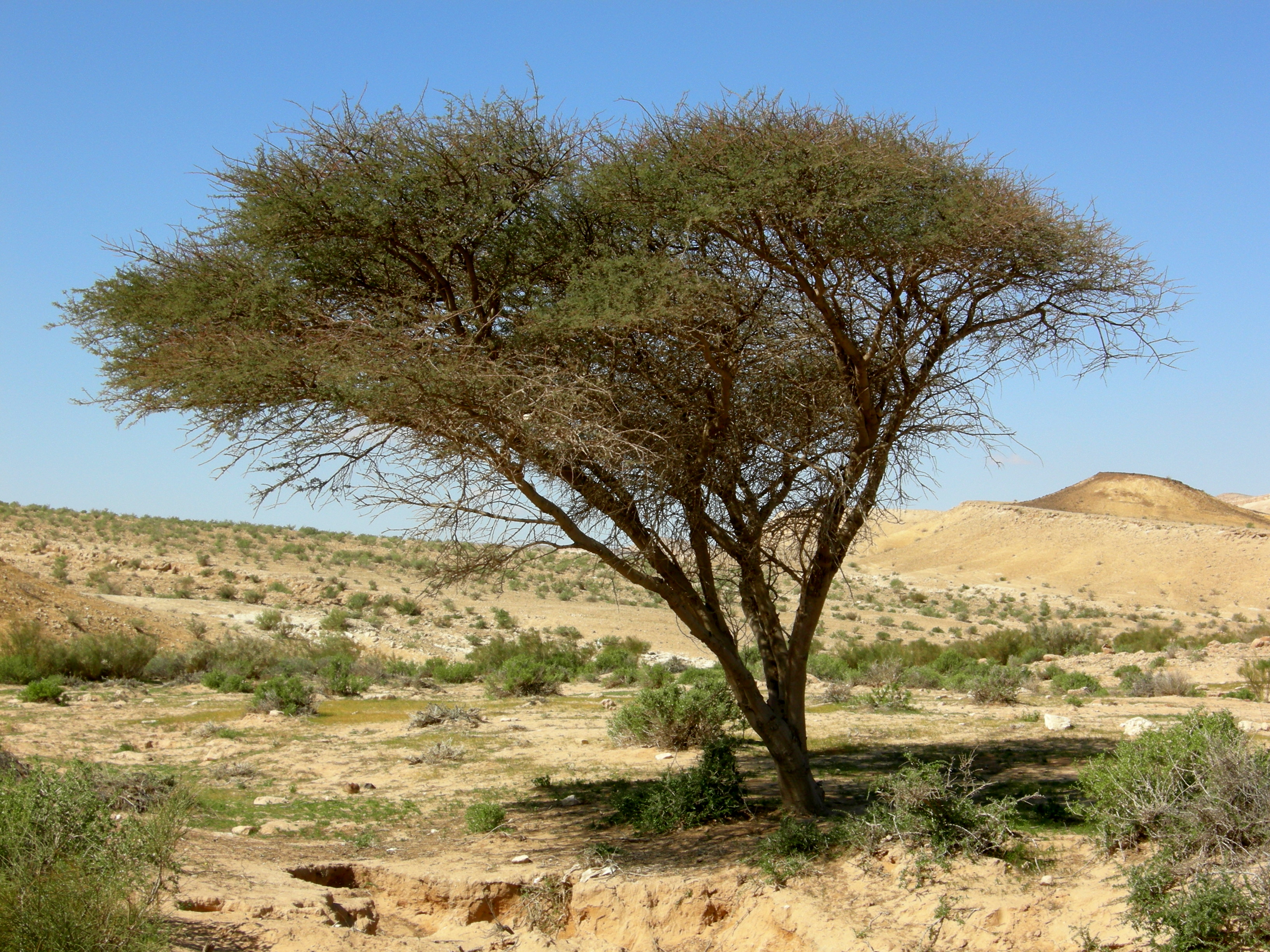
Акація
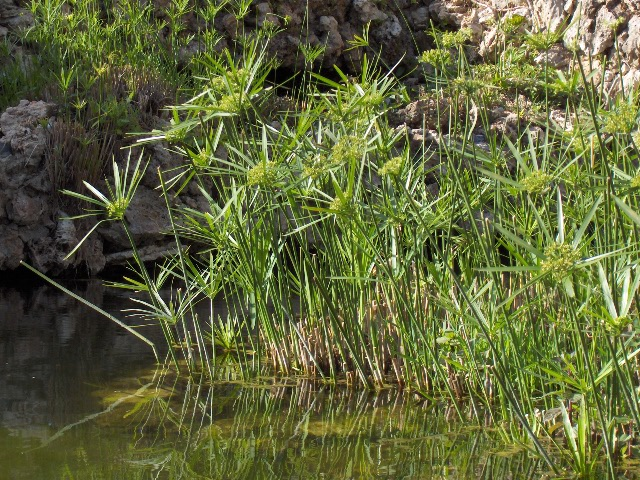
Папірус
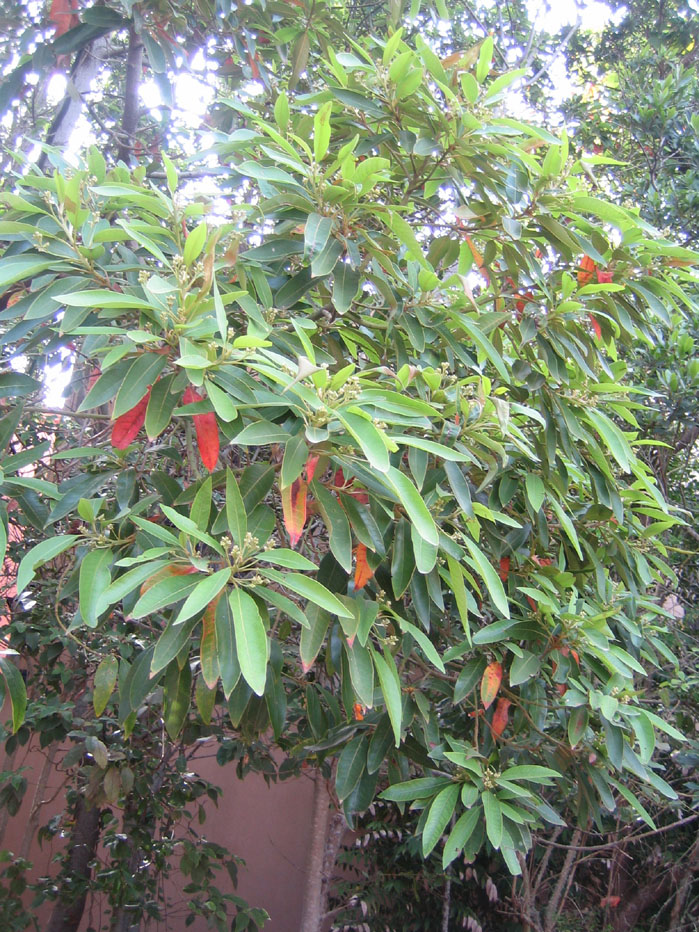
Персея індійська
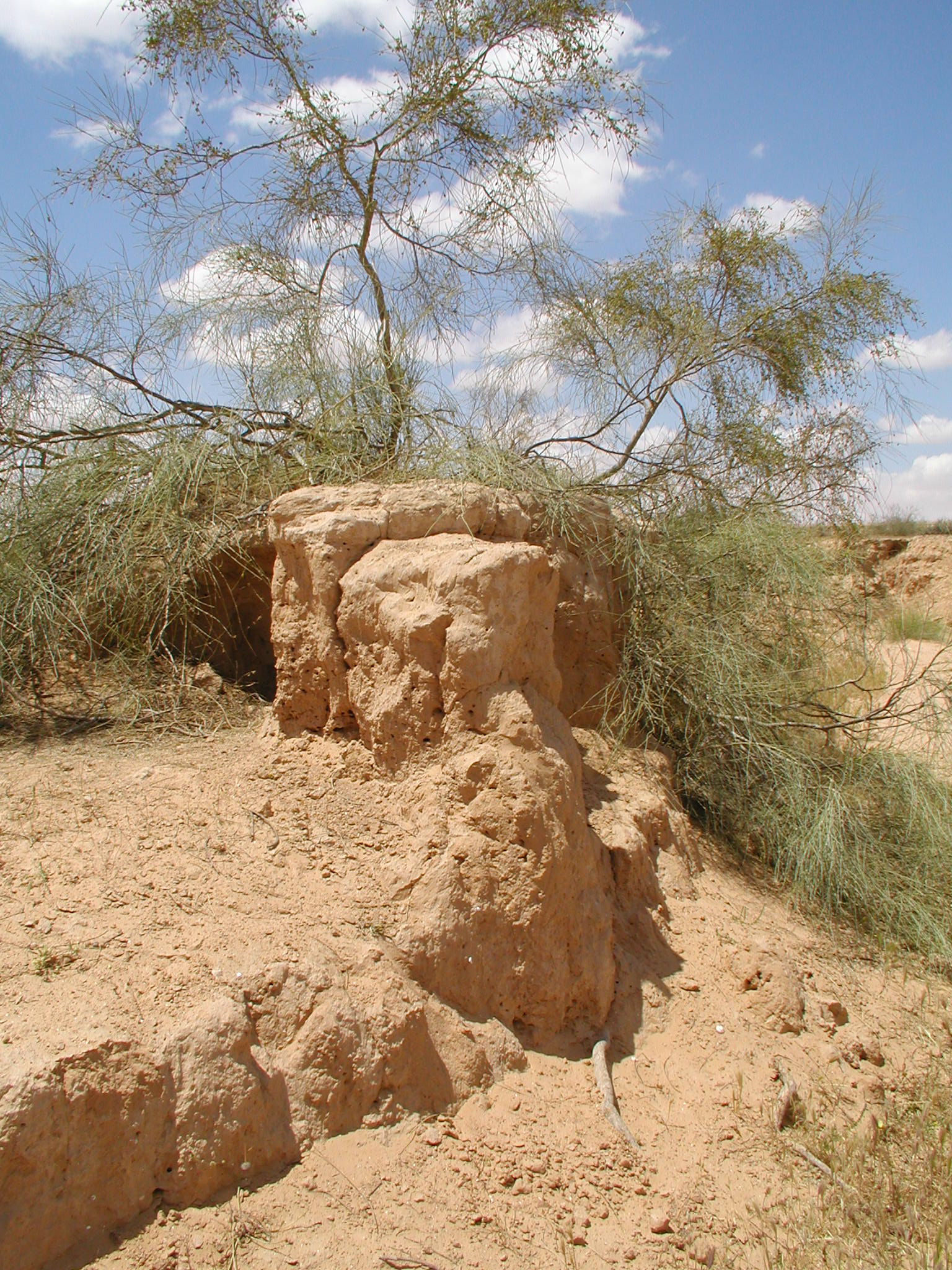
Тамарікс
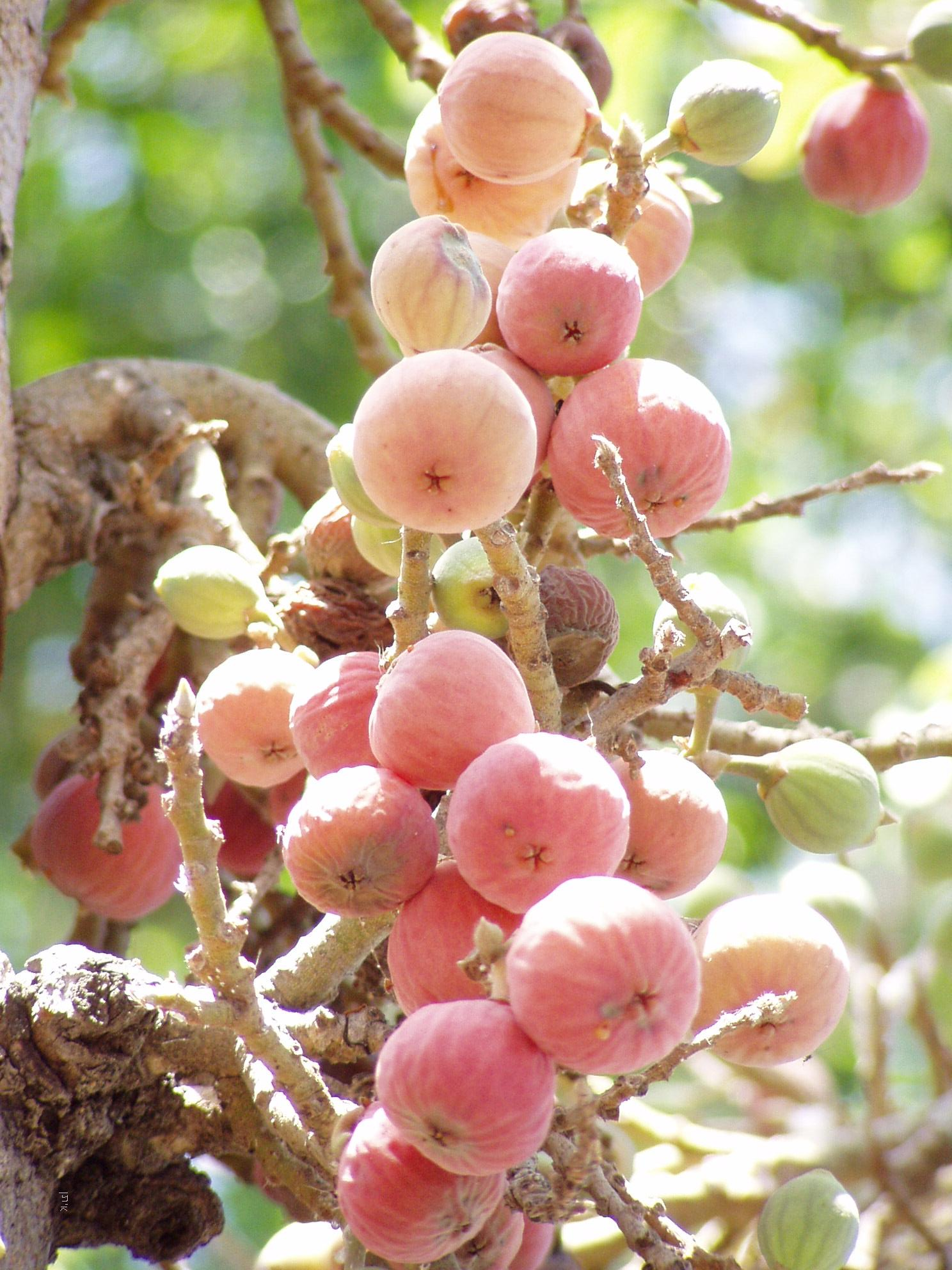
Сікомора (Ficus sycomorus), зрілі фрукти